# Kateřina Bartuněk Hrstková
Kateřina Bartuněk Hrstková (* 6. března 1987 Kraslice) je česká profesionální tanečnice, účastnice televizní soutěže StarDance …když hvězdy tančí. Jejím manželem je Lukáš Bartuněk, syn tanečníků Evy a Petra Bartuňkových.

## Život
Dětství strávila ve středočeských Neratovicích, kde vystudovala osmileté Gymnázium Františka Palackého. Poté pokračovala na Fakultě tělesné výchovy a sportu Univerzity Karlovy v Praze, na níž v roce 2011 získala akademický titul bakalář pro obor management sportu.
V mládí sportovala, když se věnovala gymnastice, baletu či judu. K tanci ji přivedla její maminka. U sportu zůstala a roku 2006 začala tancovat s Lukášem Bartuňkem. Následující rok se z nich stali životní partneři. Posléze odešli do Spojených států amerických, kde pobývali nejprve v New Jersey a poté na Long Islandu. V Americe vystupovali a vedli taneční studio, ve kterém své taneční umění předávali dalším zájemcům. Narodil se jim zde i syn. Nakonec se však rozhodli vrátit zpět do České republiky.
Ve dvojici se svým manželem je k roku 2024 čtyřnásobnou mistryní republiky v Latin Show Dance, roku 2015 vybojovali na mistrovství světa této kategorie čtvrté místo a následující rok (2016) získali místo třetí. V roce 2023 se prvně objevila v televizní soutěži StarDance …když hvězdy tančí, kdy byl jejím partnerem sportovec Vavřinec Hradilek, se kterým vybojovala třetí místo. Následující ročník tančila a soutěž vyhrála s hercem Oskarem Hesem.